# Sint-Wandregesiluskerk (Drinkam)
De Sint-Wandregesiluskerk (Frans: Église Saint-Wandrille) is de parochiekerk van de gemeente Drinkam in het Franse Noorderdepartement.

## Geschiedenis
Deze kerk werd, na in verval te zijn geraakt, voor de eerste maal herbouwd in 1369. In 1688 werd hij vrijwel helemaal herbouwd en in 1901 werd hij eveneens vrijwel geheel herbouwd.

## Gebouw
Het betreft een eenbeukige neoromaanse kerk, gebouwd in gele bakstenen en voorzien van een halfingebouwde toren.

## Interieur
De kerk bezit een biechtstoel van 1684. Ook is er een 18e-eeuwse preekstoel en communiebank. De kerk bezit ook twee 18e-eeuwse retabels.